# 1152 Павона
1152 Павона (1152 Pawona) — астероїд головного поясу, відкритий 8 січня 1930 року.
Тіссеранів параметр щодо Юпітера — 3,504.